# هیولای نوجوانی
هیولای نوجوانی (انگلیسی: Teenage Monster) یک فیلم آمریکایی مستقل ترسناک محصول سال ۱۹۵۸ به کارگردانی جکس مارکوت می‌باشد. استوارت وید و آن وین در این فیلم ایفای نقش کرده‌اند. این فیلم ۶۵ دقیقه ای توسط کمپانی هاوکو (Howco) منتشر شد.